# Derailed – Terror im Zug
Derailed – Terror im Zug (Originaltitel: Derailed) ist ein US-amerikanischer Actionfilm aus dem Jahr 2002. Die Hauptrolle des Jacques Kristoff verkörperte der belgische Schauspieler Jean-Claude Van Damme, Regie führte Bob Misiorowski. Die Rahmenhandlung (die Entführung eines Zuges) besitzt einige Parallelen zu Treffpunkt Todesbrücke.

## Handlung
Jacques Kristoff arbeitet als NATO-Geheimagent und macht gerade gemeinsam mit seiner Frau, seiner Tochter und seinem Sohn Urlaub in Wien. Doch mit der Idylle ist es vorbei, als sein Vorgesetzter ihn darum bittet, die High-Tech-Diebin Galina Konstantin in einem Zug von Bratislava nach München zu begleiten.
Bald merkt Kristoff, dass es sich bei dem Auftrag nicht nur um „harmloses Babysitting“ (so sein Vorgesetzter) handelt. Es stellt sich nämlich heraus, dass Galina eine Tasche mit sich führt, die Phiolen mit dem biologischen Kampfstoff SP-43, der aus modifizierten Pockenviren besteht, enthält. Diese Biowaffe hat Galina aus einem terroristischen Labor entwendet.
Deshalb wird der Zug von den bestohlenen Terroristen unter der Führung des fanatischen Mason Cole erstürmt. Sie nehmen Geiseln und wollen den Kampfstoff zurückhaben. Um eine Katastrophe zu verhindern, stellt sich Jacques den Kriminellen zum Kampf. Zum Schluss gelingt es ihm, den Brigadegeneral zu töten.

## Kritiken
„Enttäuschendes Van-Damme-Vehikel, mit dem der belgische Prügelstar nicht an vergangene Erfolge anknüpfen kann. Konfuse Nebenhandlungen machen den konventionellen Actionfilm völlig unübersichtlich.“